# Фінансова стратегія
Фіна́нсова страте́гія — у широкому значенні, зокрема на прикладі країни, це довгостроковий курс фінансової політики, розрахований на перспективу і передбачає вирішення великомасштабних завдань, які визначаються економічною та соціальною стратегією. У процесі розробки фінансової стратегії прогнозуються основні напрямки розвитку фінансів, намічаються принципи використання та організації фінансів, вирішується питання про необхідність концентрації фінансових ресурсів на тих напрямках розвитку економіки, які розроблені та прийняті економічною політикою.
У вузькому розумінні, зокрема на прикладі підприємства, фінансова стратегія це комплекс взаємопов'язаних, довготермінових, найважливіших цілей та їх конкретизація у відповідних планах, напрямах і засобах досягнення цілей щодо обсягів виробництва, інвестицій, цін, збуту тощо.
Фінансова стратегія підприємства є водночас важливою складовою економічної стратегії його (підприємства) розвитку і елементом стратегічного фінансового менеджменту. У процесі формування передбачає такі етапи:
- комплексний аналіз поточного фінансового стану;
- обґрунтування стратегічних цілей фінансової діяльності, яке передбачає розробку відповідних перспективних планів і нормативів;
- розробка фінансової політики;
- визначення термінів досягнення окремих стратегічних цілей, планів та їх узгодження між собою.